# Dicranomyia microscola
Dicranomyia microscola är en tvåvingeart som först beskrevs av Alexander 1967.  Dicranomyia microscola ingår i släktet Dicranomyia och familjen småharkrankar. Inga underarter finns listade i Catalogue of Life.